# Левин Бжески
Лѐвин Бжѐски (на полски: Lewin Brzeski; на немски: Löwen) е град в Южна Полша, Ополско войводство, Бжегски окръг. Административен център е на градско-селската Левинска община. Заема площ от 11,64 км2.

## Население
Според данни от полската Централна статистическа служба, към 31 декември 2013 г. населението на града възлиза на 6 007 души. Гъстотата е 516 души/км2.